# Les Martres-d'Artière

Les Martres-d'Artière este o comună în departamentul Puy-de-Dôme, Franța. În 1 ianuarie 2022 avea o populație de 2.237 de locuitori.